# 동천 (부산)
동천은 부산광역시 부산진구 초읍동 어린이대공원의 구 성지곡수원지에서 발원하여 부산광역시 동구 범일5동의 남해로 흘러드는 강이다. 2010년 5월 부산광역시에서 74억 원을 투입해 북항의 해수를 하루 5만 톤씩 끌어와 3만 톤은 광무교 하류에 폭포 형태로, 나머지 2만 톤은 각각 문현금융단지와 이마트 앞에 분수 형태로 방류하고 있었고 51억원을 투입해 광무교에서 동천하류까지 준설작업을 벌였으며, 하천 주변인 범3호교에서 범일교 구간 965m에는 238억원을 들여 산책로와 녹지공간도 조성하였다. 그러나 불과 1년 만에 다시 악취를 풍기는 바람에 '똥천'이라는 오명을 떠안게 되고 말았다.2011년 9월 18일에는 2008년부터 진행한 수질환경 개선사업으로 동천의 수질이 BOD(생물학적산소요구량) 3.0㎎/ℓ로 나타났다. 그리고 하천변 1.4km를 정비하고 매일 선박을 투입해 1t의 오물을 거둬들이기도 했다.2013년에는 보행자 전용 교량을 설치해 인근 주민과 방문객이 동천에 쉽게 접근할 수 있도록 했다. 현재에도 깨끗하다고 말할 수는 없는 수준이지만 2010년 이후로 숭어가 올라오기도 하는 등 많은 개선된 모습이 눈에 띄고 있다.